# Demkó Mihály
Demkó Mihály (Bodzásújlak, 1894. szeptember 13. – Ungvár, 1946. május) kárpátaljai magyar újságíró, nemzetiségi politikus, miniszteri tanácsos, országgyűlési képviselő.

## Élete
A Zemplén vármegyei Bodzásújlakon született, 1894-ben. Szülei Demkó János görögkatolikus zsellér és Jakab Erzsébet római katolikus. 1913-ban végezte el az ungvári tanítóképző intézetet és még abban az évben tanító lett a Munkácshoz közeli, Bereg vármegyei Pisztraházán. Az első világháború kitörése után a budapesti 1. számú honvéd gyalogezredbe hívták be, ott szolgált leszereléséig.
A háború után Munkácson megalapította a Kárpáti Futár című napilapot, melynek főszerkesztője és kiadója is volt. Miután Kárpátalja 1920-ban Csehszlovákiához került, a csehek betiltották a lapot; attól fogva a Ruszkij Vesztnyik című lapnak lett a szerkesztője. Széles körű publicisztikai tevékenységet fejtett ki Kárpátalja autonómiája és a „magyarorosz” (ruszin, rutén) lakosság felszabadítása érdekében. Azok közé tartozott, akik fáradhatatlanul igyekeztek ébren tartani a rutén nép lelkében a Magyarországhoz tartozandóság érzését és a magyarországi fennhatóság alá való visszatérés reményét. E munkásságát a csehszlovák állam azzal „honorálta”, hogy 22 esetben indítottak ellene eljárást az államvédelmi törvényük megsértésének vádjával, és négy ízben be is börtönözték.
Sokféle társadalmi megbízatást vállalt: elnöke volt az Orel magyarorosz kulturális és sportegyesületnek, világi elnöke a munkácsi görög katolikus hitközségnek, alapítója és ügyvezetője az Autonóm Földműves Szövetkezetnek, valamint ügyvezető alelnöke a magyarorosz nemzeti színháznak. Tagja volt Munkács város képviselő-testületének, hét éven át a ruszin tartománygyűlésnek, illetve Bereg vármegye törvényhatósági bizottságának. 1928-ban részt vett Rigában az orosz kisebbségek kongresszusán, később a genfi kisebbségi kongresszuson is; a kisebbségi újságírók ugyanott létrejött nemzetközi szövetségének vezetőségébe is beválasztották.
Kevéssel az előtt, hogy az első bécsi döntés értelmében Felvidék és a Kárpátalja egy része 1938-ban visszakerült Magyarországhoz, a csehszlovák hatóságok elfogatóparancsot adtak ki ellene, de sikerült megszöknie és elrejtőznie a magyar honvédség csapatainak bevonulásáig. Érdemei elismeréseként Horthy Miklós kormányzó 1939. június 28-án miniszteri tanácsosi címet adományozott a számára és kinevezte Kárpátalja kormánybiztosa mellé gazdasági tanácsadónak, hogy tudásával és gyakorlati érzékével szolgálja a térség gazdasági és szociális helyzetének javítását. Néhány nappal később, július 1-jén mandátumot kapott a magyarországi képviselőházba is, mint a kárpátaljai meghívott képviselők egyike.
A második világháborút követően politikai tevékenysége miatt, koncepciós perben kivégezték.

## Művei
- Radics parasztköztársasága
- A munka és munkás Podkarpatszka Ruszban
- Duchovnics levelei
- Az autonóm földmívesszövetség története